# 닉 리슨
니컬러스 윌리엄 "닉" 리슨(Nicholas William "Nick" Leeson, 1967년 2월 25일 ~ )은 영국의 가장 오래된 투자은행 베어링스 은행(베어링 은행)을 파산시킨 파생금융상품 딜러이다. 때문에 일명 '악마의 손'이라는 별명을 갖고 있다.

## 베어링은행 파산사건
싱가포르 지점에 발령받아 신흥 시장의 금융 시장을 맡아 짭짤한 수익을 올리던 리슨의 파멸이 시작된 것은 1995년 1월 16일이었다. 싱가포르 거래소와 오사카 거래소의 닛케이 225 지수를 이용한 차익 거래를 해왔는데, 가격 변동이 없을 것으로 예상하고 스트래들 매도(Short straddle) 포지션을 취했다. 그러나 1월 17일 고베 지진이 발생하면서 닛케이 225 지수가 1000포인트 가까이 하락하여 2천만 파운드의 손실을 입었다. 그는 이 손실을 88888 계좌라는 특별 계좌에 감추고 다른 투자로 이를 만회하기로 했다. 닛케이 225 지수가 급격히 회복할 것으로 예상하고 점점 더 위험한 투자를 감행했으나, 미국 금리정책 변경 등의 영향으로 손실은 점점 더 눈덩이처럼 불어났다. 결국 보름만에 손실 금액은 2천만 파운드에서 13억 파운드로 늘어났다. 이 금액은 은행에서 하루에 운용할 수 있는 금액의 2배나 되는 금액이었기 때문에, 이 사실이 발견된 후 베어링스 은행은 결국 파산할 수밖에 없었다.
리슨은 말레이시아, 브루나이를 거쳐 독일로 달아났으나 결국 독일에서 체포되고 1995년 3월 2일 싱가포르로 송환되었다. 싱가포르 거래소와 베어링스 은행의 관리 미흡을 지적하는 사람도 있었지만, 결국 배임 및 문서 위조 등의 혐의로 6년 6개월의 징역을 선고받고 싱가포르에서 복역했다. 대장암 진단을 받고 1999년에 석방되었으나, 현재는 수술 후 완치된 것으로 알려졌다.
1762년에 설립되어 233년의 유구한 역사를 자랑하던 베어링스 은행은 결국 20대의 직원 닉 리슨 한 명에 의해 파산하고 단돈 1파운드에 ING에 합병되었다. 이 사건은 국제 금융 환경이 얼마나 불안정한 기반 위에 놓여 있으며, 금융 기관 내부의 감사 체계가 얼마나 미약한지를 적나라하게 보여 준 사건이다. 신흥시장의 금융 환경과 파생상품 거래의 위험성에 대한 논의도 불을 붙였다.

## 자서전
그는 자신의 경험담을 《Rogue Trader》라는 자서전으로 써 냈으며, 같은 제목으로 2000년 유언 맥그레거 주연의 영화로 만들어지기도 한다. 자서전은 국내에서 《금융가의 불한당》이라는 제목으로 번역되었으며, 영화는 《겜블》이라는 제목으로 개봉되었다.

## 같이 보기
- 투기